# Szuangmiaozaur
Szuangmiaozaur (Shuangmiaosaurus gilmorei) – roślinożerny dinozaur z grupy iguanodonów (Iguanodontia).
Żył w okresie późnej kredy (ok. 98-90 mln lat temu) na terenach wschodniej Azji. Długość ciała ok. 8 m, wysokość ok. 4 m, masa ok. 2 t. Jego szczątki znaleziono w Chinach (w prowincji Liaoning).
Jest znany jedynie z kości szczękowej i żuchwy.